# Hans Paffrath
Hans Christian Paffrath (* 1959 in Düsseldorf) ist ein deutscher Kunsthändler für Malerei des 19. Jahrhunderts und der Klassischen Moderne.

## Vita
Hans Paffrath wurde als ältestes von fünf Kindern von Hans-Georg Paffrath und dessen Ehefrau Helena, einer geborenen Baronesse Åkerhielm (1938–2013), in eine Kunsthändlerfamilie geboren. Nach seinem Studium der Kunstgeschichte, das er an der Ludwig-Maximilians-Universität München absolvierte, übernahm er 1987 die Galerie Paffrath in fünfter Generation. Zuerst war er der Geschäftsführer des Familienunternehmens, seit 2000 ist er alleiniger Gesellschafter.
Als gebürtiger Düsseldorfer handelt Hans Paffrath in erster Linie mit Bildern der Maler der Düsseldorfer Malerschule. Dazu gehören unter anderem: Andreas Achenbach und Oswald Achenbach, Max Clarenbach, Hugo Mühlig, Johann Wilhelm Preyer und Emilie Preyer. Darüber hinaus vertritt Hans Paffrath in seiner Galerie auch international bekannte Künstler der Klassischen Moderne, wie Max Liebermann, Lovis Corinth, Emil Nolde, Karl Schmidt-Rottluff und Gabriele Münter. Den dritten wesentlichen Bestand des Kunsthandels bestimmen Werke von skandinavischen Künstlern des 19. Jahrhunderts, wie Peder Mönsted oder Johan Laurentz Jensen.
Hans Paffrath ist Mitglied in zahlreichen Museumsvereinen und gehört zum Vorstand der Stiftung Sammlung Volmer. 2008 gründete er die  Kunststiftung Paffrath.
Neben dem Kunsthandel gehört zu den Tätigkeiten von Hans Paffrath auch die Organisation von Verkaufs-Ausstellungen. In den vergangenen Jahren hat er in den Galerieräumen auf der Königsallee in Düsseldorf, unter anderem Andreas Achenbach, Oswald Achenbach, Max Clarenbach (2001), Hugo Mühlig (2004), Emilie und Johann Wilhelm Preyer (2009), Peder Mönsted (2013) und Günther Uecker (Aquarelle, 2017) eine Einzelausstellung gewidmet.
Zusätzlich präsentiert Hans Paffrath zweimal jährlich – im Frühjahr und Herbst – die Neuerwerbungen der Galerie Paffrath für jeweils zwei Wochen in einer gleichnamigen Ausstellung.
In den Jahren 2004 und 2006 entdeckte Hans Paffrath als „verschollen“ geltende Gemälde. 2004 war es das Bild „Jäger in den Dünen“, das 1914 von Max Liebermann gemalt wurde und über 70 Jahre als verschollen galt. Ein zweites Gemälde entdeckte Hans Paffrath 2006. Es war ein Bild, das 1911 Lovis Corinth in Öl gemalt hatte und den Titel „Rosen“ trägt. Dieses Bild wurde nach dem Zweiten Weltkrieg vermisst, da es über 50 Jahre unentdeckt im Depot eines Dresdner Museums lag.
2017 feierte die Galerie Paffrath ihr 150-jähriges Bestehen mit mehreren Ausstellungen und Buchveröffentlichungen, wie dem Buch „Die Galerie. 150 Jahre Galerie Paffrath“ über die Firmengeschichte und einem Interview mit Hans Paffrath. Besonderes Herzstück der Feierlichkeiten bildete das Werk „Bärtiger Mann (Jacob Becker, genannt Becker von Worms)“ von Wilhelm Schadow. Gleichzeitig veröffentlichte Hans Paffrath mit dem Museum Kunstpalast und der Schadow-Spezialistin Cordula Grewe das Werkverzeichnis „Wilhelm Schadow. Werkverzeichnis der Gemälde mit einer Auswahl der dazugehörigen Zeichnungen und Druckgraphiken“.
Seit 2017 ist er mit der deutschen Tennis-Spielerin Vanessa Henke verheiratet.
Ehrenamtlich engagiert sich Hans Paffrath für den Katholischen Gefängnisverein Düsseldorf e.V in Düsseldorf.

## Veröffentlichungen (Auswahl)
- Hugo Mühlig. 1854 Dresden – Düsseldorf 1929. Droste, Düsseldorf 1993.
- Meisterwerke der Düsseldorfer Malerschule. Droste, Düsseldorf 1995.
- Kunstmuseum Düsseldorf und Galerie Paffrath (Hrsg.): Lexikon der Düsseldorfer Malerschule. 3 Bände. Bruckmann, München 1997–1998.
- Max Clarenbach. 1880 Neuss – Köln 1952. Droste, Düsseldorf 2001, ISBN 3-7700-1134-1
- mit Siegfried Weiß (Hrsg.): Preyer. Mit den Werkverzeichnissen der Gemälde von Johann Wilhelm und Emilie Preyer. Wienand, Köln 2009, ISBN 978-3-86832-003-9.
- Peder Mönsted. Zauber der Natur. Düsseldorf/Goch 2013, ISBN 978-3-00-038996-2.
- Die Galerie. 150 Jahre Galerie Paffrath. Düsseldorf 2017, ISBN 978-3-7700-6022-1.
- mit Cordula Grewe (Autorin) und Bettina Baumgärtel (Hrsg.): Wilhelm Schadow. Werkverzeichnis der Gemälde mit einer Auswahl der dazugehörigen Zeichnungen und Druckgraphiken. Michael Imhof Verlag, Petersberg 2017, ISBN 978-3-7319-0500-4.